# Moeminmuseum
Het Moeminmuseum (Fins: Muumimuseo) is een museum over de Moeminboeken van Tove Jansson in de Finse stad Tampere. Het museum bezit meerdere originele illustraties van Jansson, tableaus en ruimtelijke modellen die momenten uit het boek weergeven. Verder is er ook een replica van het Moeminhuis die gemaakt was door Jansson en haar partner Tuulikki Pietilä voor de illustratie-biënnale van Bratislava in 1979. Het bronzen standbeeld van Moem is ook door Pietilä gemaakt.
Het Moeminmuseum was in 1987 opgericht in de stadsbibliotheek van Tampere waar het bleef tot 2012 toen het verhuisde naar de kelder van het Tampere Art Museum. In 2016 verhuisde de collectie naar Tampere-talo in Sorsapuisto en in 2017 werd het officieel geopend. In het museum bevinden zich een winkel en een bibliotheek met Moeminboeken in verschillende talen.